# Скьютто, Франка
Франка Скьютто (итал. Franca Sciutto; род. 14 января 1939, Генуя) — итальянская актриса.

## Биография
Родилась в 1939 году в Генуе, из простой семьи.
Начала свою актёрскую карьеру в 1963 году с небольшой роли в короткометражке Уго Грегоретти в альманахе «РоГоПаГ».
В 1968 году окончила актёрский факультет Итальянской национальной киношколы.
В 1968—1974 годах сыграла в более чем тридцати итальянский фильмах жанров «комедия по-итальянски» и «policiottesco», в которых в основном исполняла эпизодические роли, советскому зрителю знакома по роли жены мафиозо Розарио Агро из фильма «Невероятные приключения итальянцев в России».
После сосредоточилась на своей ранее не прекращавшейся театральной карьере, на протяжении многих лет играя на сцене таатров своего родного города.

## Избранная фильмография
- 1969 — Гори и сгорай / Brucia ragazzo, brucia — горничная
- 1969 — Невидимая женщина / La donna invisibile — Кроцета, горничная
- 1969 — Ничего не зная о ней / Senza sapere niente di lei — эпизод
- 1970 — Люди против / Uomini contro — эпизод
- 1971 — Короткая ночь стеклянных кукол / La Corta notte delle bambole di vetro — медсестра
- 1972 — Охота на человека / La mala ordina — танцовщица
- 1972 — Кентерберийские рассказы / I racconti di Canterbury — эпизод
- 1972 — Когда женщину называли Мадонной / Quando le donne si chiamavano madonne — крестьянка
- 1973 — Друзья / Los amigos — Бесс
- 1973 — Невероятные приключения итальянцев в России / Una matta, matta, matta corsa in Russia — Сантуцца Агро, жена мафиозо Розарио Агро
- 1974 — Цветок тысячи и одной ночи / Il Fiore Delle Mille E Una Notte